# دانيال مادجر
دانيال مادجر (بالإنجليزية: Daniel Magder)‏ (و. 1991  م) هو ممثل تلفزي، وممثل أفلام كندي، ولد في تورونتو.
.

## التعليم
تعلم في جامعة كولومبيا البريطانية.

## وصلات خارجية
- دانيال مادجر على موقع IMDb (الإنجليزية)
- دانيال مادجر على موقع ألو سيني (الفرنسية)
- دانيال مادجر على موقع أول موفي (الإنجليزية)
- دانيال مادجر على موقع قاعدة بيانات الأفلام السويدية (السويدية)
- دانيال مادجر على موقع قاعدة بيانات الفيلم (الإنجليزية)
- دانيال مادجر على موقع كينوبويسك (الروسية)